# Polog

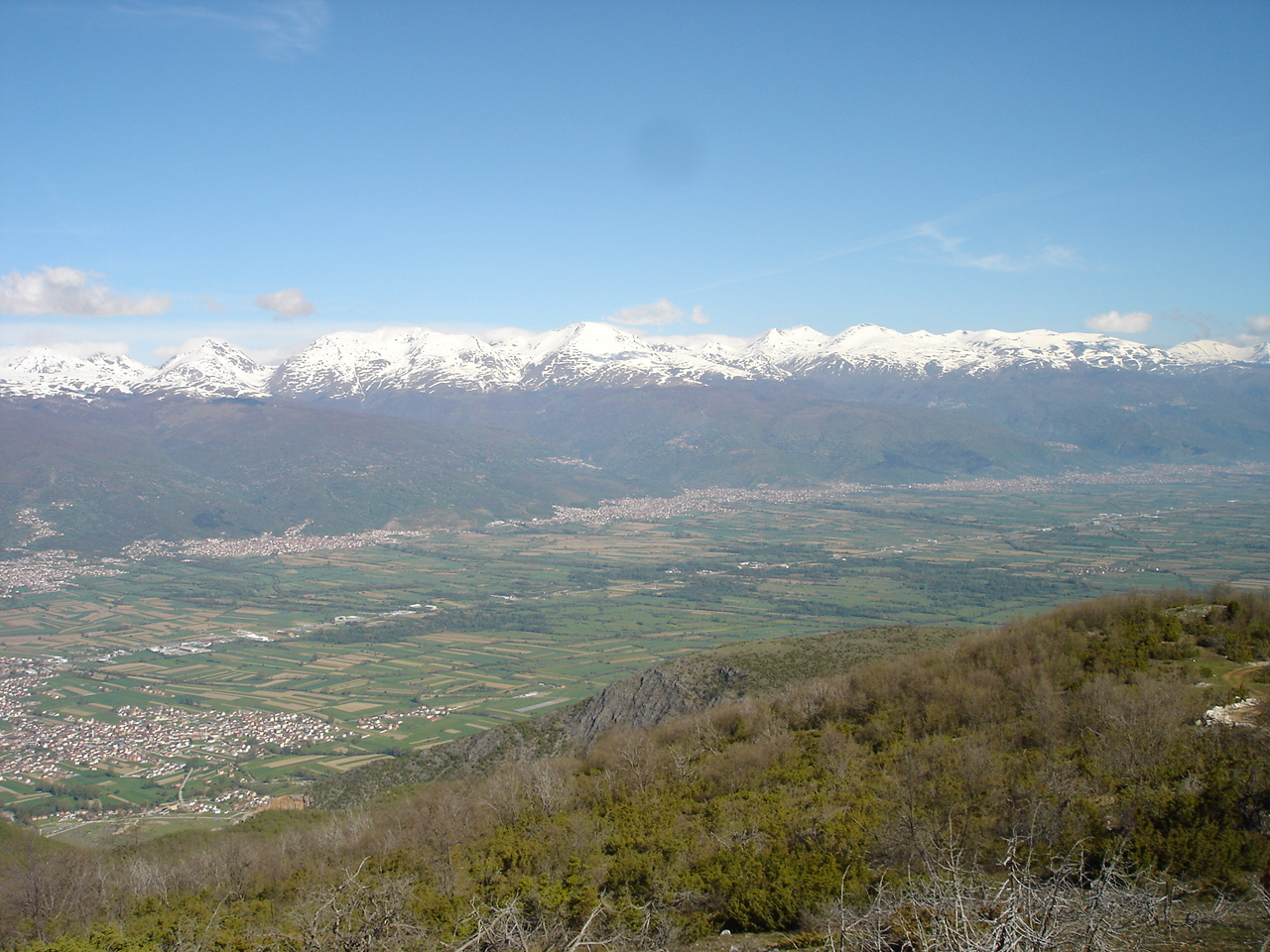
Valle superior de Polog

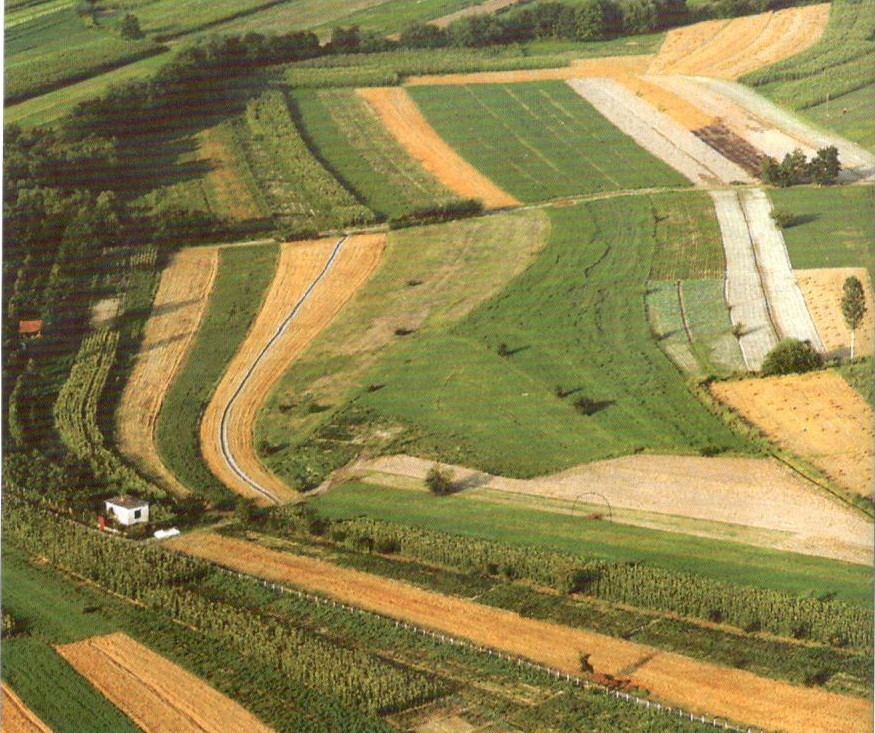
Agricultura en Polog

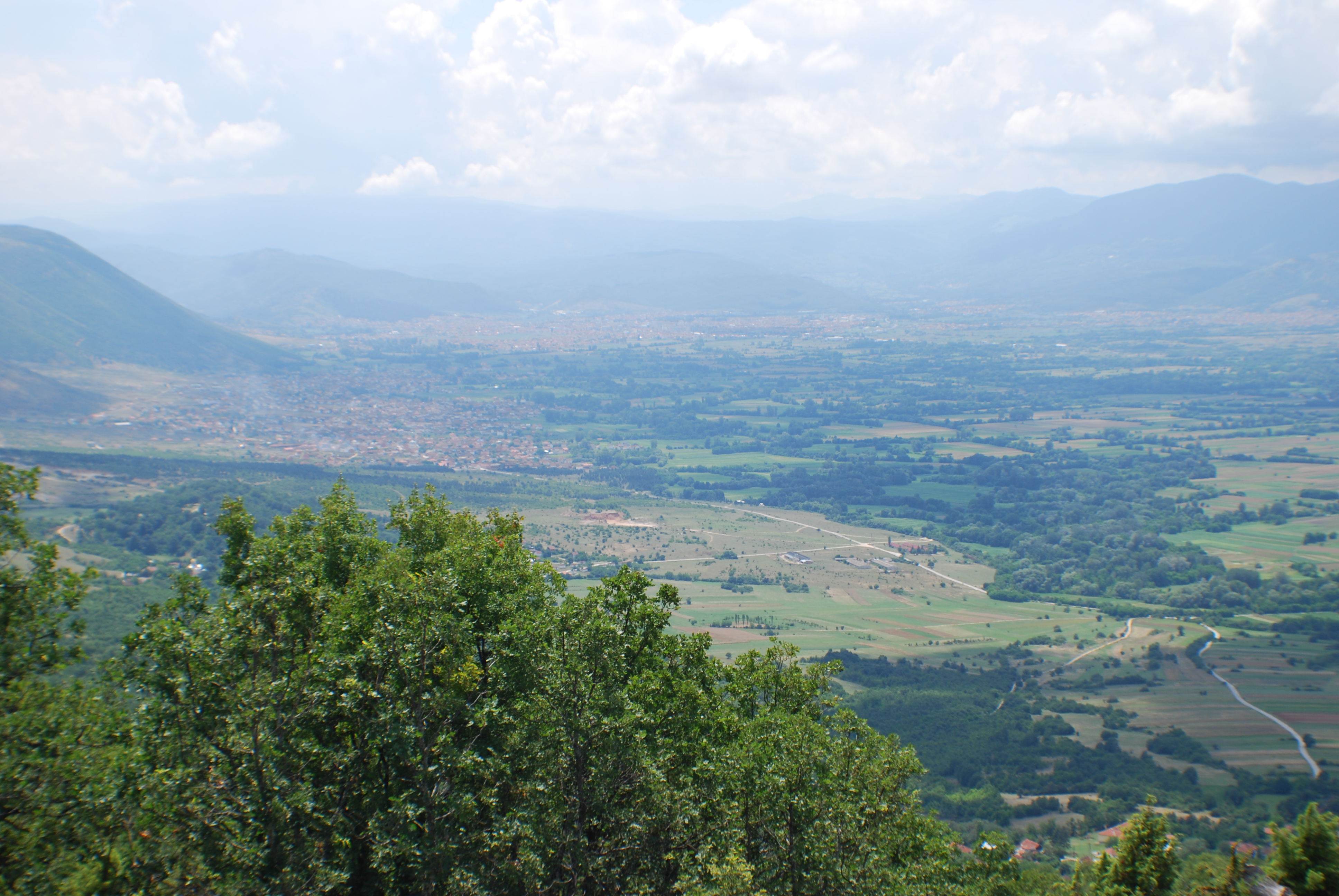
Valle superior de Polog.

Polog (Cirílico macedonio: Полог), también conocido como el valle de Polog (Полошка Котлина, Pološka Kotlina), se encuentra en la parte noroccidental de Macedonia del Norte. Está dividido en Alto y Bajo Polog. Tetovo y Gostivar son las ciudades más pobladas de este valle.